# Mayumi Aoki
Mayumi Aoki (n. 1 mai 1953, Yamaga, Prefectura Kumamoto, Japonia) este o înotătoare japoneză, medaliată olimpică. A participat la o ediție a Jocurilor Olimpice (1972) în care a câștigat o medalie de aur.

## Participări
Lista de mai jos prezintă principalele competiții la care a participat Mayumi Aoki de-a lungul carierei.
- swimming at the 1972 Summer Olympics – women's 100 metre butterfly[*]